# Pranzac
Pranzac – miejscowość i gmina we Francji, w regionie Nowa Akwitania, w departamencie Charente.
Według danych na rok 1990 gminę zamieszkiwały 874 osoby, a gęstość zaludnienia wynosiła 58 osób/km² (wśród 1467 gmin regionu Poitou-Charentes Pranzac plasuje się na 353. miejscu pod względem liczby ludności, natomiast pod względem powierzchni na miejscu 578.).